# Moglenitsas
Der Moglenitsas (griechisch Μογλενίτσας oder Almopeos Αλμωπαίος, Ano Loudias Άνω Λουδίας, früher auch Moglenitikos Μογλενίτικος, slaw. Meglenica Мегленица, türk. Karaca) ist ein Fluss im nordwestlichen Zentralmakedonien. Er wird durch den Zusammenfluss zahlreicher Bergbäche gebildet, die aus den umliegenden Bergen Voras, Pinovo, Tzena und Paiko die Hochebene von Aridea umringen. Die größten Zuflüsse tragen die Namen Xiropotamos, Toplitsas, Koziakas und Golemas. Als einziger Abfluss aus dem Gebiet von Almopia fließt er zwischen niedrigen Anhöhen nach Süden und bildet hier eine kleine Schlucht. In der Vergangenheit floss er weiter in den See von Giannitsa, und durch ihn mündeten seine Wasser in den Fluss Loudias. Mit den Entwässerungsarbeiten jedoch, die 1930 zur Trockenlegung des Sees durchgeführt wurden, wurde sein Flussbett umgelenkt. Er entwässert nun über einen künstlichen Graben namens Tafros 66 (dt. ‚Graben 66‘) in den Fluss Aliakmonas.
Der Fluss mit seinen Zuflüssen bewässert die Felder der Landschaft Almopias. Seine Schlucht im Süden wird touristisch für Sportarten wie Rafting und Kajak-Sport genutzt.